# Xiaoting
Xiaoting är ett stadsdistrikt i Yichang i Hubei-provinsen i centrala Kina.